# Kazan-katedralen (Moskva)
|  | For katedralen i Sankt Petersborg, se Kazan-katedralen (Sankt Petersborg) |
Kazan-katedralen er en russisk ortodoks kirke, der ligger i det nordøstlige hjørne af den Røde Plads i Moskva. Den nuværende bygning er en rekonstruktion af den originale kirke, der blev ødelagt på direktiv af den daværende diktator i Sovjetunionen, Josef Stalin i 1936.

## Den originale katedral
Den oprindelige kirke blev rejst som en helligdom i de tidlige 1630'ere for at markere befrielsen af Moskva fra polsk invasion i 1612 af en folkehær under Forvirringens tid.
Efter at Moskva var ryddet for polakker, tilskrev fyrst Dmitrij Pozharskij sin succes guddommelig hjælp fra helgenen Theotokos af Kazan, til hvem han havde bedt adskillige gange. Af sine private midler finansierede han konstruktionen af en trækirke helliget Jomfruen af Kazan på Den Røde Plads i Moskva.
Efter at den lille helligdom var blevet ødelagt af en brand i 1632, beordrede zaren den erstattet af en murstenskirke. Den et-kuplede bygning med flere lag af kokoshnik, et bredt galleri og et tårn, blev indviet i oktober 1636.
Efter talrige renovationer og senere tilbygninger gik det oprindelige design tabt. Den ansete russiske arkitekt Peter Baranovsky stod for en komplet rekonstruktion af kirkens facade, som førte den tilbage til det oprindelige design i 1929–1932. Nogle specialister kritiserede dog præcisionen i denne rekonstruktion.
I 1936, da den Røde Plads skulle gøres klar til afholdelsen af militærparader, beordrede Josef Stalin, at pladsen blev ryddet for kirker. På trods af en indsats af Baranovsky for at redde den, kunne han ikke forhindre Kazan-katedralen i at blive revet ned. Han sikrede dog, at Vasilij-katedralen ikke blev revet ned.

## Rekonstruktionen
Efter Sovjetunionens fald blev Kazan-katedralen den første kirke, der blev genopbygget. Katedralens genopbygning (1990–1993) var baseret på de detaljerede opmålinger og fotografier af den oprindelige kirke, som Peter Baranovsky udførte før ødelæggelsen i 1936.

## Eksterne links
55°45′19.73″N 37°37′9.16″Ø / 55.7554806°N 37.6192111°Ø